# Собор Святого Германа (Римуски)
 Собор Святого Германа (англ. Saint-Germain Cathedral) — католическая церковь, находящаяся в городе Римуски, провинция Квебек, Канада. Церковь освящена в честь Святого Германа Парижского и является кафедральным собором архиепархии святого Германа.

## История
Церковь Святого Германа была возведена в ранг собора 15 января 1867 года первым епископом епархии святого Германа Жаном Ланжевеном.
Церковь построена в неоготическом стиле. Арочные окна украшены витражами. Высота башни храма составляет 28 м. Три колокола общим весом 1641 кг были установлены в 1891 году.
Собор избежал пожара, который случился в городе Римуски в ночь на 6 мая 1950 года. В эту ночь почти половина города сгорела от пожара, случившегося на местной лесопилке. В городе существует местная легенда, что священник во время пожара начертил линию святой водой вокруг собора, и огонь не смог её пересечь.